# West Air Luxembourg
West Air Luxembourg (más tarde: West Air Europe) fue una aerolínea de carga filial de West Air Sweden y West Atlantic UK. La compañía operaba principalmente como aerolínea regional para compañías de transporte como TNT, DHL, FedEx y UPS. 

## Historia
West Air Luxemburgo fue fundada en 2002 por West Air Europe, como compañía hermana de West Air Sweden. West Air Luxemburgo se fundó para mitigar los crecientes costes laborales de sus operaciones en Suecia y posicionarse más cerca de los centros operativos y de decisión de sus principales clientes. Posteriormente, gran parte de la flota de West Air Sweden se transfirió a West Air Luxemburgo. A lo largo de su existencia, se centró principalmente en la prestación de servicios de enlace a las principales aerolíneas exprés nocturnas. 
En 2011, la empresa matriz, West Air Europe, se fusionó con Atlantic Airlines para formar West Atlantic.
En octubre de 2013, West Atlantic anunció la venta de su filial West Air Luxemburgo a FAST Logistics Luxembourg. Antes de la venta, West Atlantic trasladó todos los aviones de la flota de West Air Luxemburgo, excepto uno, a West Air Sweden.
En 2014, West Air Luxemburgo cambió su nombre a Smart Cargo tras su venta a FAST Logistics.

## Flota histórica
La flota de West Air Luxembourg estaba formada por las siguientes aeronaves:
| Aeronaves                | Total | Introducido | Retirado | Matrículas |
| ------------------------ | ----- | ----------- | -------- | --- |
| ATR 72-200F              | 2     | 2006        | 2007     | F-GKPE y LX-WAB                                                                                                 |
| British Aerospace ATP(F) | 14    | 2005        | 2015     | LX-WAD, LX-WAE, LX-WAF, LX-WAK, LX-WAL, LX-WAM, LX-WAN, LX-WAO, LX-WAP, LX-WAS, LX-WAT, LX-WAV, LX-WAW y LX-WAX |